# Bubenkapelle (Kreuznach)
Die Bubenkapelle oder Clusen-Buben-Capelle, später auch Frauen-Capelle war eine Kapelle in der Altstadt von Kreuznach im heutigen Landkreis Bad Kreuznach in Rheinland-Pfalz, die vom 13./14. Jahrhundert bis zum 16. Jahrhundert bestand. An der Kapelle war von 1371 bis 1491 die Cluse angesiedelt, eine Beginen-Klause, deren Schwestern in der Mitte des 15. Jahrhunderts die Augustinusregel angenommen hatten.

## Geschichte

### Kapelle
Am Eingang der Mühlengasse (heute: Mühlenstraße) in der Kreuznacher Altstadt befand sich im 13./14. Jahrhundert eine Kapelle, die Antonius von Padua und Katharina von Alexandria geweiht war. Diese Kapelle wurde auch „Buben-Kapelle“ oder „Kapelle St. Catharinen“ genannt. Die ungewöhnliche Bezeichnung der Kapelle dürfte damit zusammenhängen, dass Antonius von Padua der Schutzpatron der Reisenden war, unter denen sich als Handwerksgesellen viele ledige junge Männer („Buben“) befanden. „Bubenkapellen“ gibt es auch auf dem Markbühl in Obernheim (Zollernalbkreis) oder bei Inneralpbach in Tirol.
Im Kreuznacher Bereich sind verschiedene Katharinen-Altäre zu unterscheiden, von denen sich einer in der Bubenkapelle befand: Im Altar- und Pfründenverzeichnis des Landkapitels (Archipresbyterats) Münsterappel im Archidiakonat des Mainzer Dompropstes werden 1401 in Kreuznach ein Altar „der Kapelle genannt ‚Buben‘“ – dabei handelt es sich um den im Verzeichnis sonst nicht erwähnten „Antonius-Altar“ –, ein Altar „der heiligen Katherina in der Pfarrei Kreuznach“ – ebenfalls an der Bubenkapelle –, ein weiterer Altar „der heiligen Jungfrau Katharina in der Pfarrei Kreuznach“, der sich in der Pfarrkirche befand, sowie ein dritter Altar „der heiligen Jungfrau Katharina im Hof des Ritters Johannes von Planig (Bleynchin)“ genannt.
Der Hof des Johannes von Planig im Bereich der heutigen Hochstraße 45 war ein sponheimisches Burglehn. Graf Simon III. von Sponheim († 1414) vergab „den Hof zu Crutzenachen, der zu zeiten gewesen ist herrn Johanns selig von Bleynchen“, 1401 an Ulrich II. von Layen († um 1423/25). Die Patronate über den Katharinen-Altar im Adelshof der Familie, dem sogenannten Leyenschen Hof, und über einen Nikolaus-Altar in Sulze (im heutigen Salinental) wurde noch im 16. Jahrhundert von Peter von Leyen (* um 1487; † 1551) wahrgenommen.
Einen weiteren Katharinen-Altar gab es in dem Dorf Planig.

### Beginen-Klause
An der ehemaligen Pfarrkirche St. Kilian außerhalb der Stadtmauer in der „Osterburg“ – im ehemaligen Römerkastell an der „Heidenmauer“ –, die 1332 ihre Pfarrrechte an die neue Wörthkirche verloren hatte, bestand im 14. Jahrhundert eine Beginen-Klause mit Bethaus. Im Auftrag von Erzbischof Gerlach von Nassau (reg. 1346–1371) von Mainz hatte der Kreuznacher Pfarrer (bzw. Pleban) Johann genannt Soltzheimer († nach 1372) die Ansiedlung bestätigt. An St. Kilian bestand auch ein Hospital, für dessen Kapelle 1310 ein Altar gestiftet wurde, der auch 1401 belegt ist. Es ist jedoch in dieser Epoche sehr unwahrscheinlich, dass Beginen sich der Krankenpflege widmeten.
1371 ließ Graf Walram von Sponheim (* um 1305; † 1380) die Beginen-Klause an St. Kilian wegen einer Kriegsgefahr („offinner Figentschafft“, „krig und Vygentschafft“) abbrechen. Für die drei Schwestern Grede, Katharine und Grete ließ er „by der Capellen sancte Katherine“ eine neue Klause mit einem neuen Bethaus errichten, die innerhalb der Stadtmauer mehr Schutz versprachen. Die Zahl der Beginen sollte künftig auf zwei Schwestern beschränkt werden. Graf Walram bat den Mainzer Erzbischof Johann von Luxemburg-Ligny um die Bestätigung der Fundation.
Die Rheingrafen Johann II. vom Stein, Wildgraf zu Dhaun († 1383), und Hartrad vom Stein († 1372/75) als Vertreter der Stifterfamilie („fundatores“) der alten Pfarrkirche und ihr Bruder, der Kreuznacher „Parnher“ (Inhaber der Pfarr-Pfründe) Rheingraf Konrad vom Stein († 1395), genehmigten 1372 die Ansiedlung der Beginen in der Stadt „an der Capellen gnant Buben Capellen“. Bei der Verlegung der Klause in die Stadt wurde wohl auch der Antonius-Altar, der sich ursprünglich außerhalb der Stadt bei St. Kilian befunden haben dürfte, mit dem Katharinen-Altar verbunden.
1431 amtierte Nicolaus Henrici genannt Schibichin (Schipghen) aus Kreuznach am St. Katharinen-Altar der Kreuznacher St. Katherinen-Kapelle. Der spätere Kreuznacher Familienname Nonnengässer könnte mit dem Standort dieses einzigen überlieferten Frauenklosters innerhalb der Stadt zusammenhängen.
Im Zusammenhang der Inkorporation des Augustiner-Chorfrauenstiftes St. Peter bei Kreuznach in das Augustiner-Chorherrenstift Pfaffen-Schwabenheim im Mai 1437 scheint auch die Beginen-Klause an der Bubenkapelle in dessen Besitz gekommen zu sein. 1443 bestellten die sechs Meister und die Zunftgesellen der Wollweberzunft zu Kreuznach auf Bitten des Priesters Konrad von Schwabenheim in der Bubenkapelle drei wöchentliche Messen. Propst Johann bestätigte 1446 für das Kloster Pfaffen-Schwabenheim den Empfang von 100 Rheinischen Gulden Mainzer Währung, mit denen eine ewige Samstags-Messe in der Bubenkapelle durch Priester des Klosters gesichert werden sollte. Diese Stiftung zweier Kreuznacher Bürger wurde zu 5 % verzinst, und das Stift Pfaffen-Schwabenheim stellte Güter unter anderem in Siefersheim als Pfand.
Hans Lauwer (Loër) von Eltville („Eltuil“), Bürger von Kreuznach, und seine Frau Elßgin nahmen 1454 bei der Bubenkapelle ein Darlehen über 100 Rheinische Gulden auf, das sie mit 5 % verzinsen wollten, und setzten dafür ihr Haus an der Klappergasse als Pfand.

### Regulierte Augustinerinnen
Noch 1446 wurden die Nonnen von Propst Johann als „Beckynen in der Clusen an Buben-capelle“ bezeichnet. 1453 verlieh Papst Nikolaus V. allen noch bestehenden Beginen-Konventen die Rechte der Tertiarier. Pius II. gestattete 1458 das Befolgen der Augustinusregel, die auch die Kreuznacher Beginen annahmen. Die Kleriker Herpo Syege und Johannes Sclape (Schlapp) prozessierten 1458 um die Pfründe der Bubenkapelle.
Kurfürst Philipp von der Pfalz (1448–1508) und Pfalzgraf Johann I. von Simmern (1459–1509) als Landesherren stellten den regulierten Augustinerinnen an der Bubenkapelle 1482 einen Freibrief aus. Die Nonnen sollten sich „jr hend brot erneren“, durften zwei Woll- und vier Leinenwebstühle unterhalten und die Erzeugnisse ohne Behinderung durch die Zunft vertreiben. Ihnen wurde die Haltung von zehn Rindern und Schweinen zugestanden, die gegen die übliche Gebühr vom Stadthirten mitgetrieben werden sollten. Die Zahl der Personen in der Cluse wurde auf 25 begrenzt.

### Versetzung in das Augustiner-Chorfrauenstift St. Peter
Der Mainzer Erzbischof Berthold von Henneberg (reg. 1484–1504) erteilte 1485 dem Dekan Johann Fust († 1501) von St. Stephan zu Mainz und dem Kreuznacher Pleban Peter Mochen (Menchin) († 1497) den Auftrag, die Klause der Augustinerinnen in das Stift St. Peter bei Kreuznach zu verlegen, das zu dieser Zeit offenbar leer stand.
1491 versetzten Prior Hermann von Batenburg († 1507) und der Konvent des Klosters Pfaffen-Schwabenheim „Mater (= Mutter) und Conuent“ an der Bubenkapelle wegen der Baufälligkeit ihres Hauses in das Kloster St. Peter. Den Nonnen wurde mit Zustimmung von Johann von Eschau († um 1502), Prior in Hirzenhain, und Johann von Grünberg († um 1495), Prior in Ravengiersburg (Reuersburg), als Vertretern der Windesheimer Kongregation der Ertrag der in der Gemarkung Kreuznach liegenden Güter des Klosters zugesprochen. Diese Versetzung wurde 1495 von Erzbischof Berthold genehmigt.
Der Klause stand eine Abgabe von 30 Malter Korn zu, über deren Verwendung 1519 ein Vertrag zwischen Meisterin und Konvent von St. Peter und Propst und Konvent des Klosters Pfaffen-Schwabenheim abgeschlossen wurde. Im 16. Jahrhundert besaß das St. Peterskloster ein „huis in der stait hinder der buben capell“, dessen Wert mit 600 Gulden angesetzt wurde. Wahrscheinlich war dies die 1491 aufgegebene Beginen-Klause.

### Entwicklung bis zur Aufhebung der Kapelle
Das Besetzungsrecht für den Altar der Bubenkapelle gelangte im 15./16. Jahrhundert – wohl über die Familie der Grünen von Scharfenstein – an Friedrich X. von Rüdesheim d. J. († 1520/27), der mit Gertraud von Scharfenstein verheiratet war. 1520 wurde ein Streit zwischen Friedrich X. von Rüdesheim, Patron und Kollator der Bubenkapelle, und seinem Kaplan Heinrich von Wissenloch (Wiesloch) wegen der drei 1443 gestifteten Wochenmessen mit der Weberzunft beigelegt. Friedrichs X. von Rüdesheim und Gertrauds von Scharfenstein Tochter Gertrud von Rüdesheim, Witwe des Walrab VII. (VIII.) von Koppenstein († 1492), ihre Schwester Maria von Rüdesheim und ihr Sohn Philipp von Koppenstein († um 1548) übertrugen 1539 das Patronat über die Bubenkapelle dem Kreuznacher Advokaten (Notar) und Mitglied der Priesterpräsenz an der Pfarrkirche Heinrich Wissenloch.
Das Kloster Pfaffen-Schwabenheim wurde Ende Januar 1566 durch die Landesherren Kurfürst Friedrich III. von der Pfalz (1515–1576) und Markgraf Philibert von Baden (1536–1569) aufgehoben, das Kloster St. Peter 1566/68. Damit wurde auch die Bubenkapelle säkularisiert. 1571 berichtete Küster Hans Kurßner („deze noncappel diener so diese capel onder handen“), dass die Messe in der „Frauen cappel“ eingestellt wurde.
Reste der Klause waren Ende des 19. Jahrhunderts auf der Rückseite eines Hauses in der Mühlengasse von der Nahebrücke aus noch erkennbar.